# Склеп тёмных секретов
«Склеп тёмных секретов» (англ. Crypt of Dark Secrets) — американский малобюджетный фильм ужасов 1976 года, снятый режиссёром Джеком Вэйзом по сценарию, написанному им же, в соавторстве с Ирвином Блаше, который также выступил оператором фильма. Сюжет фильма рассказывает о божестве вуду, которое в образе красивой женщины охраняет болота Нового Орлеана.

## Сюжет
В самом начале эксперт по фольклору рассказывает лейтенанту Харригану легенду о Дамбале (божество религии вуду). Согласно местной легенде, Дамбала — это женщина, которая живёт на отдалённом острове и может превращаться в змею. Лейтенант рассказывает эксперту, что на острове уже давно стоит дом с привидениями. Никто из покупателей этого дома надолго не задерживается там, так как сталкивается с ними и в страхе бежит оттуда. На момент разговора дом купил ветеран Вьетнама Тед Уоткинс и лейтенанту нужно его проведать. 
Лейтенант Харриган вместе со своим напарником, сержантом Баком, отправляются по реке к Уоткинсу. Тед Уоткинс встречает полицейских и рассказывает им, что лес рядом с домом всегда покрыт туманом и даже в самый жаркий день внутри ощущается прохлада. Также его удивляет, что иногда он видит неподалёку красивую купальщицу, хотя вблизи этих мест никто не живёт. 
Через некоторое время лейтенант Харриган привозит Уоткинса в банк, чтобы тот положил свои сбережения на счёт. Уоткинс рассказывает банкиру и Харригану, что хранит их дома в хлебнице. Разговор банкира с Уоткинсом подслушивает другой посетитель банка, после чего рассказывает об услышанном своему другу. Они вместе решают напасть на бывшего военного, убить его и забрать деньги. Когда злодеи приплывают на остров, один из них заходит в воду и его начинают засасывать «подводные зыбучие пески», но ему удаётся оттуда выбраться. Потом они пугаются густого тумана и решают убежать с острова подальше, намереваясь вернуться в другой раз. Дома вместе с женой одного из грабителей они обсуждают план убийства. В это время Дамбала подглядывает за ними в окно и слушает весь разговор. Тед Уоткинс приходит к колдунье вуду и спрашивает у неё про девушку, которую часто видит рядом со своим домом. Колдунья заверяет его, что он всё узнает, когда придёт своё время. 
На следующий день трое бандитов выслеживают Уоткинса и убивают его, забираются к нему в дом, крадут все его деньги и уплывают с острова. К телу Уоткинса подходит Дамбала, оживляет его и рассказывает, что с давних времён её поставили охранять это место, пока она не встретит избранного. Тем временем убийцы добираются до дома, достают деньги, и на их глазах на всех купюрах появляется кровь. Они пугаются и идут в полицию признаваться в убийстве Уоткинса. Дамбала приходит к колдунье и просит её сделать их куклы вуду и затем привести преступников к пиратскому сокровищу на её острове. Когда полицейские приезжают на остров, они встречают живого Теда Уоткинса и отпускают преступников. Дамбала телепатически сообщает преступникам, что им нужно прийти к колдунье, которая отдаёт им карту и они отправляются за сокровищами. После того, как преступники выкопали сундук и погрузили в лодку, колдунья опускает их куклы вуду под воду, тем самым утопив пассажиров этой лодки вместе с сокровищами. Тед Уоткинс остаётся с Дамбалой в мире духов.

## Команда
| - Роналд Танет — Тед Уоткинс - Морин Ридли — Дамбала - Герберт Г. Янке — сержант Бак - Вейн Мак — лейтенант Харриган - Бутч Бенит — Эрл - Сьюзи Сирмен — верховная жрица - Гарри Угер — Макс - Барбара Хагерти — Луиза - Луис Тиллман — танцовщица вуду - Синди Алмарио — танцовщица вуду - Нэтти Диар — танцовщица вуду - Вернел Багнерис — первосвященник - Джек Флинн — банкир - Джон Симмонс — другой банкир - Гвен Армент — (в титрах не указана) - Донн Дэвисон — эксперт по фольклору (в титрах не указан) - Курт Доусон — (в титрах не указан) - Кэтрин Лейси — (в титрах не указана) - Лаура Мисч Оуэнс — (в титрах не указана) - Режиссёр — Джек Вэйз - Продюсер — Джек Вэйз - Сценаристы — Джек Вэйз, Ирвин Блаше - Оператор — Ирвин Блаше - Ассистент режиссёра — Гленн Стюарт - Второй оператор — Дон Пил |

## Создание
Съёмки фильма проходили в Новом Орлеане, штат Луизиана. В эпизодической роли эксперта по фольклору снялся режиссёр Донн Дэвисон, наиболее известной работой которого является фильм ужасов о снежном человеке «Легенда о горе Маккалоу» (1975). Сценарист Ирвин Блаше ранее уже принимал участие в съёмках фильма ужасов: он был в команде, работавшей над фильмом «Легенда о Кровавой горе» (1965). Изначально картина снималась как типичный эксплуатационный фильм ужасов, уже позже были специально досняты дополнительные сцены с обнажённой натурой. В эпизодической роли снялась Лаура Мисч Оуэнс, модель с обложки журнала Playboy за февраль 1975 года.

## Релиз
Премьера фильма состоялась 13 октября 1976 года в США. В 2002 году фильм был выпущен компанией Something Weird Video на DVD вместе с другим малобюджетным фильмом «Обнажённая ведьма» (1961). В 2020 году фильм был выпущен на DVD компанией Rogue Video.
Слоган фильма гласит: «Демонический взгляд на безумие!» (англ. A Demonic Look at Madness!).

## Критика
Автор рецензии с сайта b-movies.gr написал, что фильм имеет «наивный и беспринципный сюжет» и вполне мог быть двадцатиминутной короткометражкой, но режиссёр Джек Вэйз изо всех сил старался растянуть хронометраж до 70-ти минут. Рецензент также отметил, что фильм не успевает надоесть и «хотя всё действие фильма происходит средь бела дня, ему удаётся создать нужную атмосферу», в частности, благодаря музыкальному сопровождению. Писатель Питер Хэнсон в своём блоге высмеивал сюжет фильма, актёрскую игру и грим, обращая внимание на то, как молодая актриса в парике из седых волос играет мудрую, старую колдунью вуду. Дэвид Элрой Голдвебер в своей книге «Когти и блюдца: научная фантастика, фильмы ужасов и фэнтези 1902-1982: полное руководство» (англ. Claws & Saucers: Science Fiction, Horror, and Fantasy Film 1902-1982: A Complete Guide) назвал сюжет фильма «глупостью от начала и до конца», но прибавил балл фильму за сексуальность «ведьмы Дамбалы», назвав её «прекрасной».